# Korinthischer Bund
Der Korinthische Bund war ein 337 v. Chr. gegründeter Staatenbund im antiken Griechenland, der nahezu alle griechischen Stadtstaaten umfasste. In ihm hatte sich die makedonische Hegemonie unter Philipp II. und Alexander dem Großen über Griechenland staatsrechtlich manifestiert. Im Jahr 302 v. Chr. wurde er während der Diadochenkriege von Demetrios Poliorketes erneuert, doch überdauerte diese Wiederbelebung nicht länger als ein Jahr. Die zeitgenössische Bezeichnung des Bundes lautete schlicht „Bund der Hellenen“ (koinon tōn Hellēnōn), während er in der modernen Geschichtsliteratur zur besseren Unterscheidung nach dem Tagungsort seines Rates auf dem Isthmos von Korinth benannt wird.

Makedonien und der Korinthische Bund (gelb)

## Hintergrund
Das Bedürfnis der in mehrere Stadtstaaten (poleis) zersplitterten und verfeindeten antiken Griechen nach einer politischen Eintracht (homonoia) und eines allgemeinen Friedens (koinē eirēnē) untereinander hatte während ihrer Geschichte hindurch eine herausragende Rolle gespielt, insbesondere angesichts des seit den Perserkriegen von allen Griechen als Erzfeind betrachteten persischen Achämenidenreichs. Mehrere Anläufe hin zu einer dauerhaften Einigung scheiterten allerdings stets an den Rivalitäten untereinander, wobei sich insbesondere die drei bedeutendsten Stadtstaaten Athen, Sparta und Theben wegen ihrer Konkurrenz bezüglich der Vorherrschaft über die Griechen (Hegemonie/hēgemonía tēs Hellados) in mehreren Kriegen bekämpften. Allein im 4. Jahrhundert v. Chr. brachen sie dabei mindestens sechsmal den zuvor beschworenen Landfrieden. Diese Zwietracht wurde von den persischen Großkönigen durch finanzielle oder militärische Hilfsleistungen gefördert, die von den Griechen trotz der erklärten Feindschaft auch angenommen wurden. Im 4. vorchristlichen Jahrhundert konnte sich, geleitet vom staatsmännischen und militärischen Geschick seines Königs Philipp II., Makedonien als machtpolitische Größe im Ringen um die Hegemonie etablieren, begünstigt durch die Ressourcen eines Flächenstaates und seiner staatlichen Organisation, als ein mit absoluten Gewalten ausgestattetes Königtum (monarchia).
Philipp II. strebte die Unterwerfung der Griechen unter seiner Hegemonie an, als deren Anführer er schließlich den Feldzug gegen die Perser durchführen wollte. Die Legitimität dieses Anspruchs ließ er sich nach dem Ende des dritten heiligen Kriegs 346 v. Chr. von der delphischen Amphiktyonie bestätigen, in der er Makedonien gerade erst etabliert hatte. Seinem Vorhaben stellten sich den Gesetzmäßigkeiten der Zeit folgend jene griechischen Städte entgegen, die selbst die Hegemonialstellung beanspruchten. Mit der zunehmenden Macht Philipps II. wurde dieser Konflikt von einer verschärften propagandistischen Kampagne seitens der Griechen begleitet, in der vor allem Persönlichkeiten wie Demosthenes den Makedonen und ihrem König das Hellenentum absprachen und dieses Volk aufgrund seiner vermeintlichen kulturellen Unterlegenheit und seines archaisch anmutenden Staatswesens gleich den Persern eher als Barbaren betrachteten, gegenüber denen sich jede Unterwerfung verbat. Andererseits fand eine makedonische Hegemonie bei den Griechen auch ihre Unterstützer, wie zum Beispiel Aristoteles und Isokrates. Unter dem dominierenden Einfluss des Demosthenes stellte sich Athen im Jahr 340 v. Chr. an die Spitze eines neugegründeten Hellenenbundes, der die Macht Philipps eindämmen sollte. 339 v. Chr. schloss sich diesem Bund schließlich auch Theben an, doch unterlag das Bundesheer schon im Jahr darauf in der entscheidenden Schlacht von Chaironeia gegen Philipp, worauf der Bund augenblicklich zerbrach. Offenbar war er institutionell nicht vertieft, da Philipp mit jedem einzelnen Mitglied einen Separatfrieden abschloss.

## Gründung

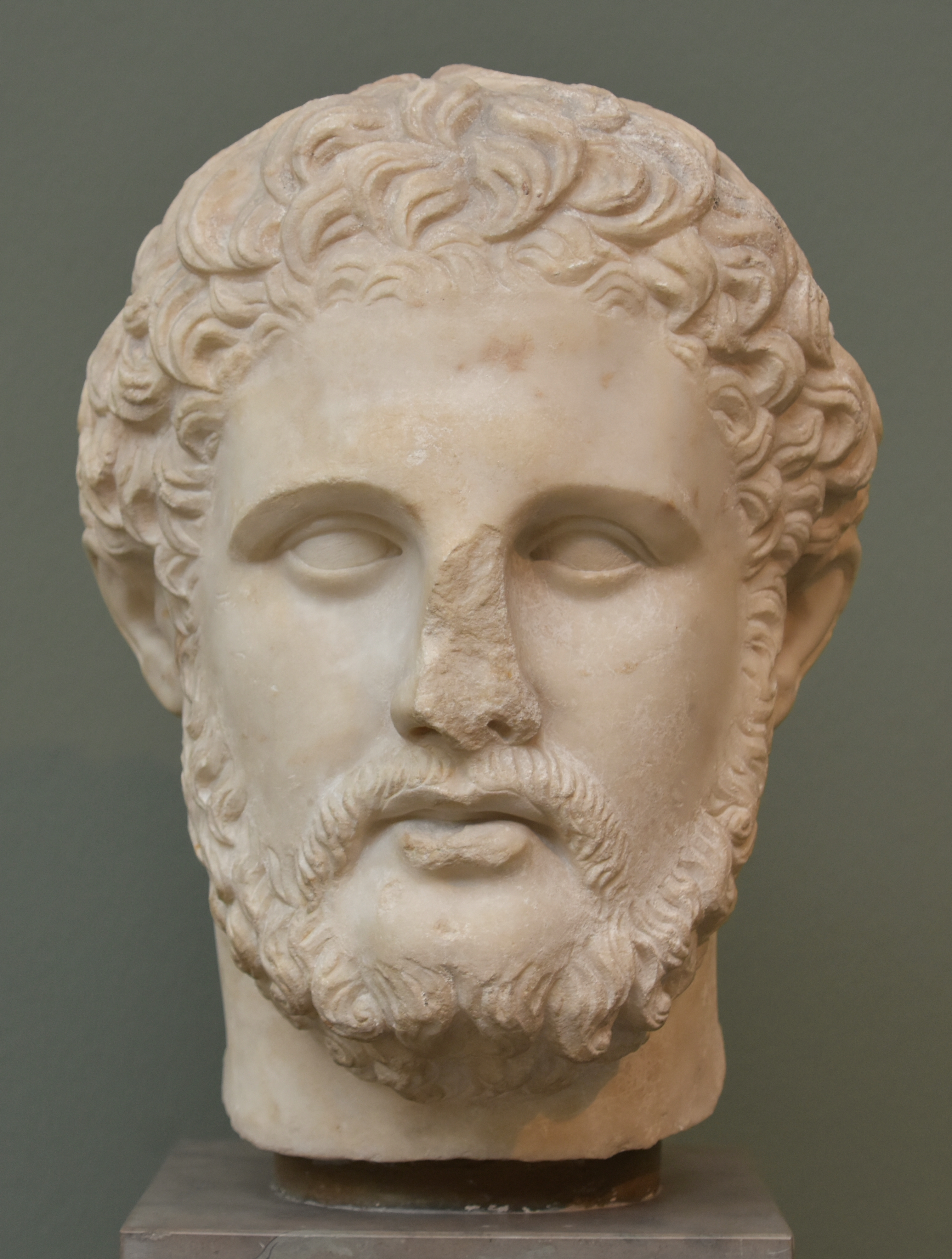
Philipp II. von Makedonien begründete den Korinthischen Bund. Büste, Ny Carlsberg Glyptotek, Kopenhagen.

Nach seinem Sieg legte Philipp eine makedonische Besatzung in die Stadtburg Thebens, die Kadmeia, und zog anschließend über den Isthmos auf den Peloponnes, wo er sich des Wohlwollens der dortigen Städte vertraglich versicherte und gegenüber Sparta seine Stärke demonstrierte. Daraufhin zog er sich auf den Isthmos zurück, wo im Sommer 337 v. Chr. seinem, nach Chaironeia ergangenen Aufruf folgend, die Vertreter nahezu aller Griechenstädte mit Ausnahme Spartas auf dem Isthmos von Korinth eintrafen, um dort im Heiligtum des Poseidon die Beratungen über die Bildung eines neuen Hellenenbundes aufzunehmen. Die Wahl des Tagungsortes war wohl kein Zufall, denn hier hatten sich 481 v. Chr. die Griechen zur Bildung des ersten Hellenenbundes zur Abwehr der Perser unter Xerxes I. versammelt. Die Vergeltung der damals von den Persern begangenen Tempelschändungen wie auch die Befreiung der von ihnen beherrschten ionischen Griechenstädte in Kleinasiens wurde nun von Philipp als vorrangigste Motive für die Bildung eines neuen panhellenischen Bundes propagiert, dem er als Hegemon vorstehen wollte.
In dieser gegen den Erzfeind aller Griechen gerichteten Programmatik lag zweifelsohne der Grund für die enorme Breite des Teilnehmerkreises, wie es ihn bei früheren politischen Vereinigungen der Griechen nie gegeben hatte. Faktisch alle Städte und Städtebünde waren in Korinth vertreten, sogar die der eher peripher gelegenen freien Ägäisinseln und der thrakischen Kolonien. Einzig Sparta blieb dem Bund fern. Es hatte 386 v. Chr. mit den Persern den höchst umstrittenen Königsfrieden geschlossen, in welchem die ionischen Griechenstädte an Persien abgetreten worden waren, der nun aber vom neuen Bund faktisch aufgekündigt wurde. Aus Inschriften und den historischen Überlieferungen können Akarnanien, Ainianien, Achaia, Aitolien, Ambrakia, Arkadien, Argos, Athamanien, Athen, Boiotien, Kephallenia, die Chalkidiki, der Chersonesos, Korkyra, Korinth, die Kykladen, Dolopien, Doris, Elis, Euböa, Lokris, Magnesia, Malis, Megara, Oitaien, Perrhaibien, Phokis, Phthiotis, Samothrake, Thasos, die thessalischen Inseln, Thessalien, die thrakischen Kolonien und Zakynthos als Bundesmitglieder ermittelt werden.
Makedonien wie auch sein König selbst war kein ordentliches Mitglied des Bundes, die Stellung Philipps II. als Hegemon war zwischen ihm und dem Bund durch einen Allianzvertrag (symmachia) geregelt, legitimiert durch seine Wahl zum militärischen Anführer der Griechen (strategōs autokratōr) gegen die Perser.

## Organisation
Wie schon in allen vorangegangenen Staatenbünden bildeten beim Korinthischen Bund die Prinzipien des allgemeinen Landfriedens (koinē eirēnē) die Grundlage des Bundesvertrags. Dieser beinhaltete ein generelles Gewaltverbot der Bundesmitglieder gegeneinander zu Land und zur See, die gegenseitige Anerkennung der inneren Autonomie und die Unverletzbarkeit der verfassungsmäßigen Selbstbestimmung. Die freie Schifffahrt wurde garantiert und ein Kaperverbot, wie auch eine Besitz- und Vermögensgarantie festgelegt. Das Amt des Hegemons wurde in Personalunion mit dem makedonischen Königtum verbunden, das innerhalb der Königsfamilie erblich bleiben sollte. Kein Bundesmitglied durfte Einfluss auf die innere Verfassung Makedoniens und seine Thronfolgeregelung nehmen, ebenso wie der Hegemon die innere Autonomie der Mitglieder zu respektieren hatte. Die Vertragspartner waren von Tributen an den Bund oder den Hegemon befreit, waren aber zur Einhaltung der Bundesordnung und ihrer Verteidigung gegen Vertragsbrüchige und Dritte, wie auch zur Einhaltung der vom Bundesrat erlassenen Beschlüsse (dogma) und der Weisungen des Hegemons verpflichtet. Jedes Bundesmitglied musste diese Vertragsgrundsätze gegenüber den Göttern in einer festgelegten Eidesformel beschwören.
Der Eid ist fast vollständig in einer auf der Akropolis von Athen angebrachten Inschrift erhalten:
| Zeile | Text                                              | Übersetzung nach Ernst Badian und Robert K. Sherk |
| ----- | ------------------------------------------------- | --- |
| 1     | ․․․․․․․․․․․․26․․․․․․․․․․․․Ι․․6․․․                 | „Ich schwöre bei Zeus, Ge, Helios, Poseidon, Athena, Ares und allen Göttern und Göttinnen: |
| 2     | [․․․․․․․․․21․․․․․․․․․․ Ποσ]ειδῶ ․․5․․             | „Ich schwöre bei Zeus, Ge, Helios, Poseidon, Athena, Ares und allen Göttern und Göttinnen: |
| 3     | ․․․․․․․․․․22․․․․․․․․․․ς ἐμμεν[ῶ ․․․․]             | „Ich schwöre bei Zeus, Ge, Helios, Poseidon, Athena, Ares und allen Göttern und Göttinnen: |
| 4     | ․․․․․․․․․․22․․․․․․․․․․νον[τ]ας τ․․․․              | „Ich schwöre bei Zeus, Ge, Helios, Poseidon, Athena, Ares und allen Göttern und Göttinnen: |
| 5     | [․․․․․․․․18․․․․․․․․ οὐδ]ὲ ὅπλα ἐ[π]οί[σω ἐ]-      | Ich werde mich dauerhaft an den Vertrag halten und ihn [auch in Einzelheiten] nicht verletzen. […] Ich werde nicht in feindlicher Absicht die Waffen gegen diejenigen ergreifen, die sich an ihre eidlich bekräftigten Verpflichtungen halten, weder zu Lande noch zur See. Weder eine Stadt noch ein Festung noch einen Hafenplatz werde ich mit der Absicht der Kriegführung einnehmen. Ich werde auch niemand von denen, die an diesem Friedensvertrag teilnehmen, auf irgendeine Weise in Haft oder kriegerisch gefangennehmen. Ebenfalls werde ich weder die Königsherrschaft Philipps und seiner Nachkommen noch die zur Zeit des eidlich bekräftigten Abschlusses dieses Friedensvertrags in den einzelnen Teilnehmerstaaten existierenden Verfassungen zu beseitigen suchen. Ich persönlich werde in keiner Hinsicht auch nur irgendetwas tun, was diesem Vertrag widerspricht und derartiges auch niemand anderem erlauben, soweit es in meiner Macht steht. |
| 6     | [πὶ πημονῆι ἐπ’ οὐδένα τῶν] ἐμμενόντ[ω]ν ἐν τ-    | Ich werde mich dauerhaft an den Vertrag halten und ihn [auch in Einzelheiten] nicht verletzen. […] Ich werde nicht in feindlicher Absicht die Waffen gegen diejenigen ergreifen, die sich an ihre eidlich bekräftigten Verpflichtungen halten, weder zu Lande noch zur See. Weder eine Stadt noch ein Festung noch einen Hafenplatz werde ich mit der Absicht der Kriegführung einnehmen. Ich werde auch niemand von denen, die an diesem Friedensvertrag teilnehmen, auf irgendeine Weise in Haft oder kriegerisch gefangennehmen. Ebenfalls werde ich weder die Königsherrschaft Philipps und seiner Nachkommen noch die zur Zeit des eidlich bekräftigten Abschlusses dieses Friedensvertrags in den einzelnen Teilnehmerstaaten existierenden Verfassungen zu beseitigen suchen. Ich persönlich werde in keiner Hinsicht auch nur irgendetwas tun, was diesem Vertrag widerspricht und derartiges auch niemand anderem erlauben, soweit es in meiner Macht steht. |
| 7     | [οῖς ὅρκοις οὔτε κατὰ γῆν] οὔτε κατὰ [θ]άλασ-     | Ich werde mich dauerhaft an den Vertrag halten und ihn [auch in Einzelheiten] nicht verletzen. […] Ich werde nicht in feindlicher Absicht die Waffen gegen diejenigen ergreifen, die sich an ihre eidlich bekräftigten Verpflichtungen halten, weder zu Lande noch zur See. Weder eine Stadt noch ein Festung noch einen Hafenplatz werde ich mit der Absicht der Kriegführung einnehmen. Ich werde auch niemand von denen, die an diesem Friedensvertrag teilnehmen, auf irgendeine Weise in Haft oder kriegerisch gefangennehmen. Ebenfalls werde ich weder die Königsherrschaft Philipps und seiner Nachkommen noch die zur Zeit des eidlich bekräftigten Abschlusses dieses Friedensvertrags in den einzelnen Teilnehmerstaaten existierenden Verfassungen zu beseitigen suchen. Ich persönlich werde in keiner Hinsicht auch nur irgendetwas tun, was diesem Vertrag widerspricht und derartiges auch niemand anderem erlauben, soweit es in meiner Macht steht. |
| 8     | [σαν• οὐδὲ πόλιν οὐδὲ φρο]ύριον καταλήψομ-        | Ich werde mich dauerhaft an den Vertrag halten und ihn [auch in Einzelheiten] nicht verletzen. […] Ich werde nicht in feindlicher Absicht die Waffen gegen diejenigen ergreifen, die sich an ihre eidlich bekräftigten Verpflichtungen halten, weder zu Lande noch zur See. Weder eine Stadt noch ein Festung noch einen Hafenplatz werde ich mit der Absicht der Kriegführung einnehmen. Ich werde auch niemand von denen, die an diesem Friedensvertrag teilnehmen, auf irgendeine Weise in Haft oder kriegerisch gefangennehmen. Ebenfalls werde ich weder die Königsherrschaft Philipps und seiner Nachkommen noch die zur Zeit des eidlich bekräftigten Abschlusses dieses Friedensvertrags in den einzelnen Teilnehmerstaaten existierenden Verfassungen zu beseitigen suchen. Ich persönlich werde in keiner Hinsicht auch nur irgendetwas tun, was diesem Vertrag widerspricht und derartiges auch niemand anderem erlauben, soweit es in meiner Macht steht. |
| 9     | [αι οὔτε λιμένα ἐπὶ πολέ]μωι οὐθενὸς τῶν τ-       | Ich werde mich dauerhaft an den Vertrag halten und ihn [auch in Einzelheiten] nicht verletzen. […] Ich werde nicht in feindlicher Absicht die Waffen gegen diejenigen ergreifen, die sich an ihre eidlich bekräftigten Verpflichtungen halten, weder zu Lande noch zur See. Weder eine Stadt noch ein Festung noch einen Hafenplatz werde ich mit der Absicht der Kriegführung einnehmen. Ich werde auch niemand von denen, die an diesem Friedensvertrag teilnehmen, auf irgendeine Weise in Haft oder kriegerisch gefangennehmen. Ebenfalls werde ich weder die Königsherrschaft Philipps und seiner Nachkommen noch die zur Zeit des eidlich bekräftigten Abschlusses dieses Friedensvertrags in den einzelnen Teilnehmerstaaten existierenden Verfassungen zu beseitigen suchen. Ich persönlich werde in keiner Hinsicht auch nur irgendetwas tun, was diesem Vertrag widerspricht und derartiges auch niemand anderem erlauben, soweit es in meiner Macht steht. |
| 10    | [ῆς εἰρήνης κοινωνούντ]ων τέχνηι οὐδεμι-          | Ich werde mich dauerhaft an den Vertrag halten und ihn [auch in Einzelheiten] nicht verletzen. […] Ich werde nicht in feindlicher Absicht die Waffen gegen diejenigen ergreifen, die sich an ihre eidlich bekräftigten Verpflichtungen halten, weder zu Lande noch zur See. Weder eine Stadt noch ein Festung noch einen Hafenplatz werde ich mit der Absicht der Kriegführung einnehmen. Ich werde auch niemand von denen, die an diesem Friedensvertrag teilnehmen, auf irgendeine Weise in Haft oder kriegerisch gefangennehmen. Ebenfalls werde ich weder die Königsherrschaft Philipps und seiner Nachkommen noch die zur Zeit des eidlich bekräftigten Abschlusses dieses Friedensvertrags in den einzelnen Teilnehmerstaaten existierenden Verfassungen zu beseitigen suchen. Ich persönlich werde in keiner Hinsicht auch nur irgendetwas tun, was diesem Vertrag widerspricht und derartiges auch niemand anderem erlauben, soweit es in meiner Macht steht. |
| 11    | [ᾶι οὔτε μηχανῆι• οὐδὲ τ]ὴν βασιλείαν [τ]ὴν Φ-    | Ich werde mich dauerhaft an den Vertrag halten und ihn [auch in Einzelheiten] nicht verletzen. […] Ich werde nicht in feindlicher Absicht die Waffen gegen diejenigen ergreifen, die sich an ihre eidlich bekräftigten Verpflichtungen halten, weder zu Lande noch zur See. Weder eine Stadt noch ein Festung noch einen Hafenplatz werde ich mit der Absicht der Kriegführung einnehmen. Ich werde auch niemand von denen, die an diesem Friedensvertrag teilnehmen, auf irgendeine Weise in Haft oder kriegerisch gefangennehmen. Ebenfalls werde ich weder die Königsherrschaft Philipps und seiner Nachkommen noch die zur Zeit des eidlich bekräftigten Abschlusses dieses Friedensvertrags in den einzelnen Teilnehmerstaaten existierenden Verfassungen zu beseitigen suchen. Ich persönlich werde in keiner Hinsicht auch nur irgendetwas tun, was diesem Vertrag widerspricht und derartiges auch niemand anderem erlauben, soweit es in meiner Macht steht. |
| 12    | [ιλίππου καὶ τῶν ἐκγόν]ων καταλύσω ὀδὲ τὰ-        | Ich werde mich dauerhaft an den Vertrag halten und ihn [auch in Einzelheiten] nicht verletzen. […] Ich werde nicht in feindlicher Absicht die Waffen gegen diejenigen ergreifen, die sich an ihre eidlich bekräftigten Verpflichtungen halten, weder zu Lande noch zur See. Weder eine Stadt noch ein Festung noch einen Hafenplatz werde ich mit der Absicht der Kriegführung einnehmen. Ich werde auch niemand von denen, die an diesem Friedensvertrag teilnehmen, auf irgendeine Weise in Haft oder kriegerisch gefangennehmen. Ebenfalls werde ich weder die Königsherrschaft Philipps und seiner Nachkommen noch die zur Zeit des eidlich bekräftigten Abschlusses dieses Friedensvertrags in den einzelnen Teilnehmerstaaten existierenden Verfassungen zu beseitigen suchen. Ich persönlich werde in keiner Hinsicht auch nur irgendetwas tun, was diesem Vertrag widerspricht und derartiges auch niemand anderem erlauben, soweit es in meiner Macht steht. |
| 13    | [ς πολιτείας τὰς οὔσας] παρ’ ἑκάστοις ὅτε τ-      | Ich werde mich dauerhaft an den Vertrag halten und ihn [auch in Einzelheiten] nicht verletzen. […] Ich werde nicht in feindlicher Absicht die Waffen gegen diejenigen ergreifen, die sich an ihre eidlich bekräftigten Verpflichtungen halten, weder zu Lande noch zur See. Weder eine Stadt noch ein Festung noch einen Hafenplatz werde ich mit der Absicht der Kriegführung einnehmen. Ich werde auch niemand von denen, die an diesem Friedensvertrag teilnehmen, auf irgendeine Weise in Haft oder kriegerisch gefangennehmen. Ebenfalls werde ich weder die Königsherrschaft Philipps und seiner Nachkommen noch die zur Zeit des eidlich bekräftigten Abschlusses dieses Friedensvertrags in den einzelnen Teilnehmerstaaten existierenden Verfassungen zu beseitigen suchen. Ich persönlich werde in keiner Hinsicht auch nur irgendetwas tun, was diesem Vertrag widerspricht und derartiges auch niemand anderem erlauben, soweit es in meiner Macht steht. |
| 14    | [οὺς ὅρκους τοὺς περὶ τ]ῆς εἰρήνης ὤμνυον•        | Ich werde mich dauerhaft an den Vertrag halten und ihn [auch in Einzelheiten] nicht verletzen. […] Ich werde nicht in feindlicher Absicht die Waffen gegen diejenigen ergreifen, die sich an ihre eidlich bekräftigten Verpflichtungen halten, weder zu Lande noch zur See. Weder eine Stadt noch ein Festung noch einen Hafenplatz werde ich mit der Absicht der Kriegführung einnehmen. Ich werde auch niemand von denen, die an diesem Friedensvertrag teilnehmen, auf irgendeine Weise in Haft oder kriegerisch gefangennehmen. Ebenfalls werde ich weder die Königsherrschaft Philipps und seiner Nachkommen noch die zur Zeit des eidlich bekräftigten Abschlusses dieses Friedensvertrags in den einzelnen Teilnehmerstaaten existierenden Verfassungen zu beseitigen suchen. Ich persönlich werde in keiner Hinsicht auch nur irgendetwas tun, was diesem Vertrag widerspricht und derartiges auch niemand anderem erlauben, soweit es in meiner Macht steht. |
| 15    | [οὐδὲ ποιήσω οὐδὲν ἐνα]ντίον ταῖσδε ταῖς          | Sollte aber irgendjemand etwas ins Werk setzen, das den Vertrag verletzt, so werde ich in Übereinstimmung mit den Vertragsbedingungen denjenigen zuhilfekommen, die verletzt werden, und Krieg gegen denjenigen führen, der die Vertragsbestimmungen überschreitet, nach Maßgabe dessen, was die allgemeine Bundesversammlung beschließt und der Hegemon [d. h. der König von Makedonien] anordnet. Die gemeinsame Sache werde ich nicht verlassen.“ |
| 16    | [σπονδαῖς οὔτ’ ἐγὼ οὔτ’ ἄλ]λωι ἐπιτρέψω εἰς       | Sollte aber irgendjemand etwas ins Werk setzen, das den Vertrag verletzt, so werde ich in Übereinstimmung mit den Vertragsbedingungen denjenigen zuhilfekommen, die verletzt werden, und Krieg gegen denjenigen führen, der die Vertragsbestimmungen überschreitet, nach Maßgabe dessen, was die allgemeine Bundesversammlung beschließt und der Hegemon [d. h. der König von Makedonien] anordnet. Die gemeinsame Sache werde ich nicht verlassen.“ |
| 17    | [δύναμιν, ἀλλ’ ἐάν τις ποε̑ι τι] παράσπονδ[ον] πε- | Sollte aber irgendjemand etwas ins Werk setzen, das den Vertrag verletzt, so werde ich in Übereinstimmung mit den Vertragsbedingungen denjenigen zuhilfekommen, die verletzt werden, und Krieg gegen denjenigen führen, der die Vertragsbestimmungen überschreitet, nach Maßgabe dessen, was die allgemeine Bundesversammlung beschließt und der Hegemon [d. h. der König von Makedonien] anordnet. Die gemeinsame Sache werde ich nicht verlassen.“ |
| 18    | [ρὶ τὰς συνθήκας, βοηθήσω] καθότι ἂν παραγ-       | Sollte aber irgendjemand etwas ins Werk setzen, das den Vertrag verletzt, so werde ich in Übereinstimmung mit den Vertragsbedingungen denjenigen zuhilfekommen, die verletzt werden, und Krieg gegen denjenigen führen, der die Vertragsbestimmungen überschreitet, nach Maßgabe dessen, was die allgemeine Bundesversammlung beschließt und der Hegemon [d. h. der König von Makedonien] anordnet. Die gemeinsame Sache werde ich nicht verlassen.“ |
| 19    | [γέλλωσιν οἱ ἀεὶ δεόμενοι] καὶ πολεμήσω τῶ-       | Sollte aber irgendjemand etwas ins Werk setzen, das den Vertrag verletzt, so werde ich in Übereinstimmung mit den Vertragsbedingungen denjenigen zuhilfekommen, die verletzt werden, und Krieg gegen denjenigen führen, der die Vertragsbestimmungen überschreitet, nach Maßgabe dessen, was die allgemeine Bundesversammlung beschließt und der Hegemon [d. h. der König von Makedonien] anordnet. Die gemeinsame Sache werde ich nicht verlassen.“ |
| 20    | [ι τὴν κοινὴν εἰρήνην παρ]αβαίνοντι καθότι        | Sollte aber irgendjemand etwas ins Werk setzen, das den Vertrag verletzt, so werde ich in Übereinstimmung mit den Vertragsbedingungen denjenigen zuhilfekommen, die verletzt werden, und Krieg gegen denjenigen führen, der die Vertragsbestimmungen überschreitet, nach Maßgabe dessen, was die allgemeine Bundesversammlung beschließt und der Hegemon [d. h. der König von Makedonien] anordnet. Die gemeinsame Sache werde ich nicht verlassen.“ |
| 21    | [ἂν ἦι συντεταγμένον ἐμαυ]τῶι καὶ ὁ ἡγε[μὼ]-      | Sollte aber irgendjemand etwas ins Werk setzen, das den Vertrag verletzt, so werde ich in Übereinstimmung mit den Vertragsbedingungen denjenigen zuhilfekommen, die verletzt werden, und Krieg gegen denjenigen führen, der die Vertragsbestimmungen überschreitet, nach Maßgabe dessen, was die allgemeine Bundesversammlung beschließt und der Hegemon [d. h. der König von Makedonien] anordnet. Die gemeinsame Sache werde ich nicht verlassen.“ |
| 22    | [ν κελεύηι ․․․․․12․․․․․ κα]ταλείψω τε․․           | Sollte aber irgendjemand etwas ins Werk setzen, das den Vertrag verletzt, so werde ich in Übereinstimmung mit den Vertragsbedingungen denjenigen zuhilfekommen, die verletzt werden, und Krieg gegen denjenigen führen, der die Vertragsbestimmungen überschreitet, nach Maßgabe dessen, was die allgemeine Bundesversammlung beschließt und der Hegemon [d. h. der König von Makedonien] anordnet. Die gemeinsame Sache werde ich nicht verlassen.“ |

Für die Durchsetzung des Bundesvertrags, zur Abwehr gegen Dritte und zur militärischen Unterstützung des Hegemons für den Fall einer Kriegserklärung gegen Dritte verpflichtete sich der Bund zur Bereitstellung von 20.000 Infanteristen und 1.200 Kavalleristen. Der Krieg gegen einen Dritten, nämlich gegen Persien, wurde schon auf der ersten Bundestagssitzung beschlossen, der die Befreiung der Griechenstädte in Kleinasien und die Vergeltung der Tempelschändungen aus dem Jahr 480 v. Chr. zum erklärten Ziel hatte.
Der Bund hatte im Poseidon-Heiligtum bei Korinth ein regelmäßig tagendes Ratsgremium installiert, das koinon synhēdriōn, das aus Delegierten der Mitgliedsstaaten zusammengesetzt war, deren Stimmanteil im Verhältnis zu ihrem aufzubietenden militärischen Beitrag ermittelt wurde. Ihm oblagen die Überwachung der Einhaltung des Bundesvertrags, der Feststellung von Verstößen und gegebenenfalls die Verhängung von Sanktionen gegen Vertragsbrecher. In Konfliktfällen trat es als Schiedsrichter auf beziehungsweise delegierte richterliche Kompetenzen an ein Bundesmitglied. Formell war das Synhedrion das höchste Verfassungsorgan des Korinthischen Bundes, das den Hegemon mit der Exekution seiner Beschlüsse beauftragen konnte. Faktisch aber konnte der Hegemon kraft der ihm zugestandenen Kompetenzen eines militärischen Garanten der Friedensordnung als Herrscher gegenüber dem Bund auftreten. Denn die zur Beratung anstehenden Fragen wurden nach seinem Ermessen definiert und auch von ihm vorgelegt. Ihnen konnte das Synhedrion entweder zustimmen oder nicht, wobei die militärische Dominanz des Hegemons dafür sorgte, dass die Entscheidungen zu seinen Gunsten gefällt wurden. Als Beispiele hierfür dienen das Urteil zur Zerstörung Thebens 335 v. Chr., die 332 v. Chr. von Alexander bestimmten Prozesse gegen die Perserfreunde aus Chios sowie die gegen auf persischer Seite kämpfenden Bundesfeinde beschlossenen Sanktionen. Nach außen konnte der Hegemon damit als Werkzeug des Synhedrions erscheinen, während sich dieses Verhältnis tatsächlich umgekehrt verhielt. Die militärische Dominanz des Hegemons wurde, unter bewusster Weglassung einer verbrieften Besatzungsfreiheit, durch die Anwesenheit makedonischer Garnisonen in Theben, Korinth, Ambrakia und vermutlich auch in Chalkis sichergestellt, die als „Fußfesseln für Hellas“ ein Handeln gegen seine Interessen faktisch unmöglich machten. Der Korinthische Bund erfüllt damit also kaum die Kriterien einer Föderation, also eines auf freiwilliger Basis und unter gleichen Bedingungen seiner Teilnehmer begründeten Staatenbundes.

## Der Bund unter Philipp II.
Bereits auf der ersten Bundestagssitzung im Sommer 337 v. Chr. ließ sich Philipp II. zum obersten Bundesfeldherrn (strategōs autokratōr) wählen und zur Führung des Kampfes gegen die Perser ermächtigen. Noch im selben Jahr setzte ein Vorauskommando unter seinen Feldherren Parmenion, Attalos, Kalas und Amyntas nach Kleinasien über, die in einer ersten Offensive bis nach Magnesia am Mäander vordringen und einige Griechenstädte befreien konnten. Diese Truppe bestand allerdings ausschließlich aus makedonischen Verbänden und griechischen Söldnern, Bundestruppen waren an ihr nicht beteiligt. Eine persische Gegenoffensive unter dem griechischen Söldneroffizier Memnon von Rhodos warf die Makedonen in die Troas zurück, wo sie sich an der dortigen Küste in befestigte Stellungen verbarrikadierten, die als Brückenköpfe für das bald nachziehende Hauptheer dienen sollten.
Bevor Philipp mit der Hauptstreitmacht den Persienfeldzug aufzunehmen vermochte, wurde er 336 v. Chr. während der Hochzeitsfeierlichkeiten seiner Tochter Kleopatra im Theater von Aigai ermordet. Die Schaffung des panhellenischen Bundes gilt allgemein als seine bedeutendste staatsmännische Leistung, die durch seinen frühen Tod den Gesetzmäßigkeiten der antiken griechischen Geschichte folgend allerdings in Frage gestellt wurde. Denn letztlich konnte nur ein starker Hegemon den Zusammenhalt eines Staatenbundes gewährleisten, der nun aber mit den im makedonischen Königshaus obligatorisch zu erwartenden Thronfolgekämpfen auszufallen drohte.

## Der Bund unter Alexander/Antipater

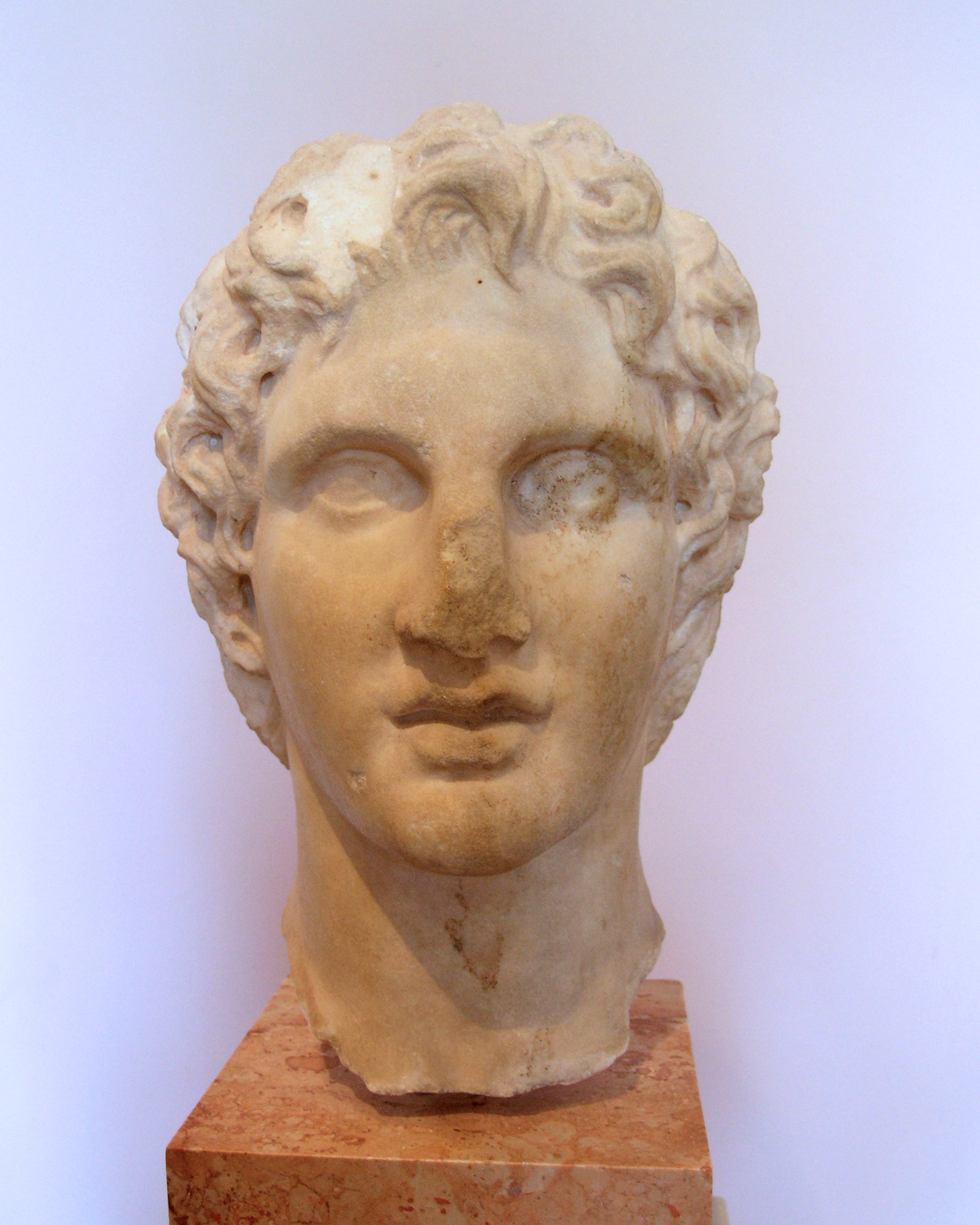
Der berühmte Asienfeldzug Alexanders des Großen von 334 bis 324 v. Chr. wurde bis 330 v. Chr. vertragsgemäß als Rachefeldzug der Griechen gegen die Perser geführt, in Vergeltung für die von den Persern mehr als ein Jahrhundert zuvor begangenen Tempelschändungen. Büste von Lysippos, Akropolismuseum, Athen.

Auf die Nachricht von Philipps Tod erhoben sich augenblicklich in den traditionell auf Autonomie beharrenden Griechenstädten, allen voran in Athen, die Anhänger der antimakedonischen Fraktionen zum Abfall vom Bund. Den Bruch des gerade erst beeideten Landfriedens nahmen sie dabei in Kauf. Der alte Makedonenfeind Demosthenes nahm geheime Kontakte zu dem in Kleinasien operierenden Feldherrn Attalos auf, der ein persönlicher Erzfeind Alexanders war und der gegen diesen nun zur Revolte aufgefordert werden sollte. Damit hatte Demosthenes eindeutig den Bundesvertrag verletzt, der eine Einflussnahme auf die makedonische Thronfolge von außen klar untersagte. Weiterhin beschlossen die Aitoler die Rückführung der von Philipp vertriebenen Exilanten von Akarnanien in ihre Heimat, die Ambrakiaten und Thebaner beabsichtigten die Vertreibung der makedonischen Garnisonen und auf dem Peloponnes entschlossen sich Argos und Elis zur Wiederherstellung ihrer Unabhängigkeit. Alexander wurde der Lage schnell Herr, indem er seine Nachfolge durch die Ermordung des Attalos sicherte und anschließend mit dem makedonischen Heer nach Boiotien in die Nähe von Theben zog. Dort ließ er sich zunächst von der delphischen Amphiktyonie in den Rechten seines Vaters bestätigen, um darauf eine Delegation Athens zu empfangen, der zwar Demosthenes nicht angehörte, die aber die Vertragstreue ihrer Stadt zu ihm erklärte. Von seinem schnellen Vorgehen wurden die Griechen so nachhaltig überrascht, dass ihnen nichts anderes übrig blieb, als an dem neuen in Korinth einberufenen Bundestag teilzunehmen, wo sie die bestehenden Verträge bestätigten, Alexander als neuen Hegemon anerkannten und ihn mit der Leitung des Persienfeldzugs ermächtigten.
Damit war die Opposition aber noch nicht verstummt, die sich nun vor allem um Demosthenes und seinem Anhänger Lykurgos in Athen sammelte. Anlass zu einer neuerlichen Erhebung bot der im Frühjahr 335 v. Chr. von Alexander begonnene Balkanfeldzug zur Unterwerfung abtrünniger Barbarenstämme. In öffentlichen Reden verkündete Demosthenes in Athen den Tod Alexanders im Kampf und damit die Hinfälligkeit der Verträge mit ihm. Finanziert durch 300 Talente persischen Goldes unterstützten die attischen Makedonenfeinde, dabei erneut die Vertragsbestimmungen brechend, ihre thebanischen Gesinnungsgenossen bei ihrer Machtübernahme in Theben, die daraufhin die makedonische Besatzung auf der Kadmeia belagerten. Im August 335 v. Chr. erschien allerdings Alexander mit Heeresmacht nach einem Gewaltmarsch von Illyrien in Boiotien, worauf die Opposition erneut zusammenbrach, indem Athen unter dem Einfluss der Promakedonen um Phokion und Demades seine Unterstützung für Theben aufgab. Die Führer der Thebaner selbst gedachten trotz ihrer politischen Isolation den Kampf fortzusetzen, wurden in der Schlacht von Theben aber besiegt und ihre Stadt von den Makedonen besetzt. Das weitere Schicksal dieser altehrwürdigen Griechenstadt vertraute Alexander dem Urteil der anwesenden Vertreter des Synhedrions an, die ganz in seinem Sinne die Zerstörung der Stadt wegen Bruchs der koiné eiréne und die Versklavung ihrer Bewohner anordneten. Athen entging trotz seiner bekannt gewordenen Verwicklungen in dieser Erhebung einer Bundesexekution, indem die Stadtoberen sie als Privataktion des Demosthenes ausgaben und Phokion und Demades als Bürgen für die Bundestreue ihrer Stadt auftraten. Alexander gab sich letztlich mit der Verbannung einiger Anhänger des Demosthenes und wahrscheinlich durch eine persönliche Beeidigung des Bundesvertrags durch diesen zufrieden.
Nachdem der Aufstand niedergeschlagen und die Bundesordnung wiederhergestellt war, zog sich Alexander nach Makedonien zurück, um dort die letzten Planungen des Asienfeldzuges anzugehen. Bei Amphipolis berief er 334 v. Chr. seine Hauptstreitmacht (siehe Hauptartikel: Heer Alexanders des Großen) ein, der nun auch ein 7000 Infanteristen und 600 Kavalleristen umfassendes Kontingent des Hellenenbundes angehörte. Bedenkt man die von Justin genannten Größenordnungen, die der Bund vertragsgemäß im Kriegsfall bereitzustellen hatte, fiel sein Beitrag zu der von den Griechen so oft propagierten Rache an den Persern geradezu bescheiden aus. Alexander hatte auf einen höheren Beitrag wahrscheinlich auch nicht bestanden, um im Ernstfall in der Schlacht nicht auf die recht zweifelhafte Loyalität der Griechen angewiesen zu sein. Ihre Bedeutung für den Kampf war gering, der in der Hauptsache von den makedonischen Truppen Alexanders geführt wurde. Die mitgeführten Bundestruppen konnten im Zweifelsfall als Geiseln für die Loyalität ihrer Heimatstädte einstehen und sie waren ausreichend genug, um dem Anspruch eines panhellenischen Rachefeldzugs zu genügen. Laut Arrian wusste Alexander diesen Anspruch auch propagandistisch in Szene zu setzen, als er 334 in der Schlacht am Granikos von den Persern erbeutete Rüstungen (Panoplia) nach Athen als Weihgeschenk für Athene Parthenos auf der Akropolis sandte, als Wiedergutmachung der von den Persern rund 150 Jahre zuvor begangenen Schändung ihres Tempels, die zu den maßgeblichen Motiven für den Rachefeldzug herangezogen wurde. Die Rüstungen hatte er mit folgender Inschrift versehen lassen:

„Ἀλέξανδρος Φιλίππου καὶ οἱ Ἕλληνες πλὴν Λακεδαιμονίων ἀπὸ τῶν βαρβάρων τῶν τὴν Ἀσίαν κατοικούντων.“

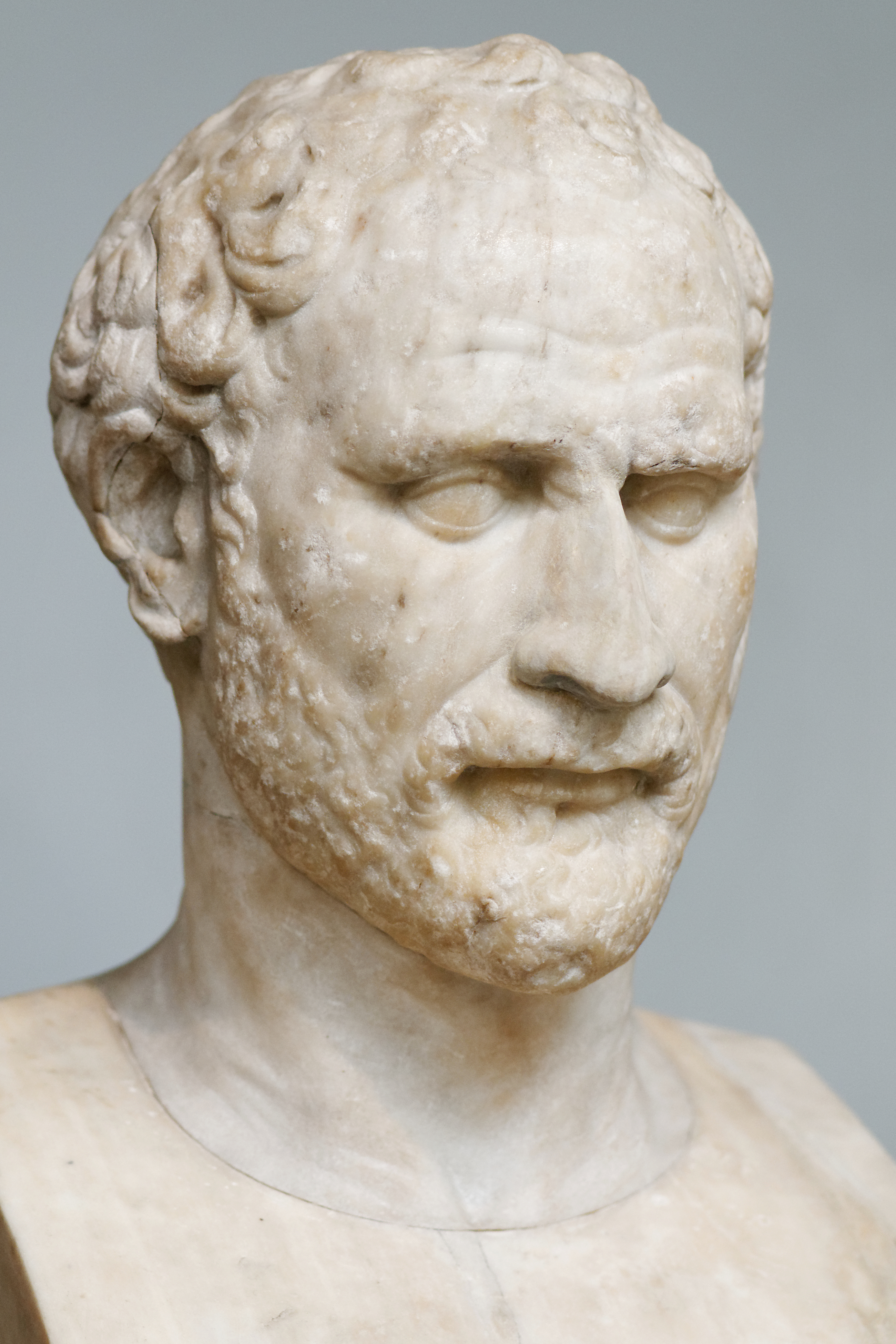
Der athenische Politiker und Redner Demosthenes war einer der Führer der Opposition gegen die makedonische Hegemonie. Büste von Polyeuktos, römische Kopie. British Museum, London.

Bedeutender für das Asienunternehmen war der von den Griechen zu leistende maritime Beitrag, da Makedonien selbst über keine größere Flotte verfügte. Der Bund stellte insgesamt 160 Schiffe für die Überfahrt des Heeres über den Hellespont und für die anschließende Belagerung von Milet zur Verfügung, an der sich Athen, immerhin die noch immer größte griechische Seemacht, aber nur mit 20 Schiffen beteiligte. Nach der Belagerung von Milet wurde die Flotte nicht zuletzt auch aus Kostengründen aufgelöst, was die persische Seite in der Ägäis begünstigte. Im Frühjahr 333 v. Chr. wurde sie dann wiederhergestellt, worauf die Befreiung einiger Ägäisinseln gelang.
Da Alexander den Feldzug persönlich anführte, war die Regelung einer adäquaten Regentschaft in Makedonien und Stellvertretung in der Hegemonie notwendig. Mit beiden Aufgaben wurde Antipater betraut, der bereits ein altgedienter Vertrauter Philipps II. gewesen war und schon bei mehreren Gelegenheiten die Staatsgeschäfte Makedoniens stellvertretend übernommen hatte. Ihm wurde als militärischen Oberbefehlshaber in Europa (stratēgōs tēs Eúrōpēs) eine Streitkraft von etwa 12.000 Infanteristen und 1.500 Kavalleristen zur Seite gestellt, mit der er den notwendigen Druck gegenüber den Bundesgriechen aufrechterhalten sollte. Dennoch wurde in der Abwesenheit Alexanders eine erneute Schwächung der Hegemonialmacht vermutet. Dieses Mal von Sparta, einer auswärtigen Macht, die in dem Bund vor allem ein Hindernis für eigene Hegemonialansprüche auf dem Peloponnes wahrnahm. Bereits im ersten Jahr des Persienfeldzuges nahm Sparta unter Agis III. seine kriegerischen Aktivitäten gegen Makedonien auf, die nach den Worten Alexanders als „Mäusekrieg“ bekannt wurden. Dafür suchte Sparta das Bündnis mit dem persischen Großkönig Dareios III. und die Unterstützung seiner in der Ägäis operierenden Flotte, doch bis auf eine finanzielle Unterstützung seitens der Perser, mit der ein Söldnerheer angeworben werden konnte, hatten diese Bündnisbemühungen keine weiterreichenden Folgen. Innerhalb des Korinthischen Bundes rief die Erhebung Spartas allerdings ähnliche Reaktionen hervor wie nach dem Tod Philipps. In Athen konnten die Makedonenfeinde um Demosthenes in der Volksversammlung (Ekklesia) die Aufkündigung der Verträge, die Mobilmachung der Flotte und die Aufnahme von Bündnisgesprächen mit Persien durchsetzen. Auf dem Peloponnes gelang es den Spartanern mit einer Freiheitsproklamation, die Eleer und die meisten Arkadier und Achaier zu einem Seitenwechsel zu bewegen, doch wichtige Städte wie Megalopolis, Argos und Korinth, alles alte Erzfeinde Spartas, verwehrten sich dagegen und hielten dem Bund die Treue. Die antimakedonische Front geriet durch den Sieg Alexanders in der Schlacht bei Issos ins Wanken, da nun Persien als potentieller Bündnispartner ausfiel. Als Antipater im Herbst 331 oder Frühjahr 330 v. Chr. mit einem 40.000 Mann starken Heer, dem auch Truppen des Bundes angehörten, durch Boiotien und über den Isthmos auf den Peloponnes zog, verlor Athen angesichts dieser Macht seinen Kriegswillen und ließ wie schon wenige Jahre zuvor seinen Bundesgenossen im Stich. Die Spartiaten wurden schließlich in der Schlacht von Megalopolis entscheidend geschlagen und ihr König Agis III. getötet.
Antipater ließ sich vom besiegten Sparta fünfzig vornehme Geiseln als Garantie für die künftige Waffenruhe stellen, die weiteren Modalitäten zur Aushandlung eines Friedens delegierte er allerdings an das Synhedrion in Korinth, wie schon Alexander zuvor im Falle Thebens verfahren war. Der Rat forderte von Sparta eine finanzielle Entschädigung für die im Krieg begangenen Schäden, doch für die Aushandlung eines Friedens verwiesen sie die Stadt in Form einer Bußdelegation direkt an den in Asien weilenden Alexander. Dies war deshalb notwendig, da allein der Hegemon den Bund nach außen vertrat und deshalb vertragsfähig gegenüber einem Dritten, in diesem Falle Sparta, auftreten konnte, während sich die Entscheidungsbefugnis des Bundesrats einzig auf Bundesmitglieder beschränkte. Von Sanktionen gegenüber den abtrünnig gewordenen Mitgliedern ist nichts bekannt, obwohl der Verrat Athens durch die Gefangennahme seiner an den persischen Hof gerichteten Gesandtschaft in Damaskus offenbar wurde.

## Das Ende des Bundes
Im selben Jahr, in dem Antipater in Europa die Erhebung der Spartaner niederschlug, trug Alexander in Asien in der Schlacht von Gaugamela (1. Oktober 331 v. Chr.) den entscheidenden Sieg über den persischen Großkönig Dareios III. davon. Danach besetzte er nacheinander bis 330 v. Chr. die persischen Königsstädte Babylon, Susa, Persepolis und Ekbatana. Kurz darauf wurde der fliehende Großkönig von eigenen Gefolgsleuten um Bessos ermordet. Bereits in Persepolis hatte Alexander mit der Niederbrennung des ältesten persischen Königspalastes ein Fanal für den endgültigen Sieg der Griechen nach über 150 Jahren des Kampfes gegen den persischen Erzfeind gesetzt, der zugleich das Ende seines Rachefeldzuges markierte. Kurz darauf entließ er schließlich in Ekbatana die Bundestruppen, einschließlich der thessalischen Regimenter, aus der Heerfolgepflicht und reich mit Beute beladen in ihre Heimat. Er selbst aber gedachte nicht zurückzukehren, denn zu diesem Zeitpunkt hatte er längst Anspruch auf die Nachfolge des Dareios III. in der Herrschaft über Asien erhoben (siehe Hauptartikel: Alexanderreich), die er nun mit seinen makedonischen Kriegern und griechischen Söldnern durchsetzen wollte.
Eine weitere langjährige Abwesenheit des Hegemons aus Europa und eine Verlängerung der Stellvertreterschaft Antipaters zeichneten sich damit also ab, wobei aber die Frage zur weiteren ordnungspolitischen Rolle des Korinthischen Bundes aufgeworfen wurde. Den heimkehrenden Bundestruppen gab Alexander keine weiteren an den Bund oder etwa an Antipater gerichteten Instruktionen mit, weiterhin stellt die Tagung des Synhedrions anlässlich der Beilegung des Mäusekrieges 330 v. Chr. auch seine letzte bekannte dar und bis zum Tod Alexanders und darüber hinaus wurde er auch nicht mehr einberufen. Dabei mangelte es nicht an Gründen tätig zu werden, als etwa um 330 v. Chr. die Aitoler die Inselstadt Oiniadai unter Bruch des Landfriedens eroberten und deren Bevölkerung vertrieben, doch weder das Synhedrion noch Antipater unternahmen Schritte in dieser Sache. Faktisch traten die griechischen Städte seither nicht mehr als politische Union auf. Die bis zum Tod Alexanders und für griechische Verhältnisse ungewöhnlich lang andauernde Friedenszeit von sechs Jahren konnte nun einzig die Hegemonialmacht gewährleisten. Bis auf den Aitoler-Überfall auf Oiniadai sind in dieser Zeit keine anderen kriegerischen Handlungen bekannt, zumal es seit der Ausschaltung Persiens und Spartas keine Macht mehr gab, die Makedonien hätte ernsthaft herausfordern können.
Der Unmut gegen Makedonien blieb dennoch unterschwellig bestehen, allein schon in der Person des Demosthenes, vor allem auch weil gerade der Hegemon regelmäßig die Grenzen der ihm zugestandenen Kompetenzen verletzt und damit den Widerstand bei den Griechen genährt hatte. Wie zum Beispiel bei der noch vor 331 v. Chr. von Makedonien betriebenen Einsetzung des Chairon als Tyrann in Pellene unter Verdrängung der dort zuvor bestehenden demokratischen Ordnung, womit der Hegemon klar den Grundsatz der inneren Autonomie gebrochen hatte. Die Diskrepanzen zwischen den Alliierten und dem Hegemon wurden offensichtlich, als Alexander 324 v. Chr. aus Indien zurückkehrte und Athen dem fliehenden Schatzmeister Harpalos Exil und sogar das Ehrenbürgerrecht gewährte. Antipater intervenierte sofort dagegen und erzwang Harpalos’ Verhaftung; der in diese Affäre verwickelte Demosthenes wurde aus seiner Stadt verbannt, aber die Führung der antimakedonischen Partei übernahm der nicht minder entschlossene Leosthenes. In Susa erfuhr Alexander auch von der Eroberung Oiniadais, um das er sich nun persönlich kümmern wollte, was aber wiederum die Aitoler gegen ihn aufbrachte.
Den endgültigen Bruch führte Alexander mit seinem im September 324 v. Chr. erlassenen Verbanntendekret herbei, das er bei den Olympischen Spielen von dem späteren Schwiegersohn des Aristoteles, Nikanor, verkünden ließ. Mit diesem Dekret wurde eine Begnadigung und das Rückkehrrecht aller aus den griechischen Städten Verbannten ausgesprochen, bei denen es sich mehrheitlich nicht nur um Söldner, sondern vor allem auch um Anhänger promakedonischer Parteien handelte, über die Alexander offensichtlich politischen Einfluss in den Städten gewinnen wollte. Neben der erneuten Verletzung der inneren Autonomie wurde zugleich auch die im Bundesvertrag festgelegte Besitz- und Vermögensgarantie faktisch negiert, da den Rückkehrern ihr zuvor beschlagnahmter Besitz restituiert werden sollte. Mit der Überwachung der Umsetzung des Dekrets wurde Antipater beauftragt, aber die Modalitäten selbst hatte jede Stadt allein zu regeln, der Bund selbst wurde in dieser Angelegenheit von Alexander gar nicht konsultiert. In Athen formierte sich dagegen der Widerstand um Leosthenes, da das Verbanntendekret auch die Rückführung der Bürger der Insel Samos mit einschloss. Diese waren 365 v. Chr. von den Athenern vertrieben worden, welche die Insel dann mit eigenen Siedlern (Kleruchen) bevölkerten. Im Winter 334 auf 333 v. Chr. hatten sie unter Verletzung des Bundesvertrages der persischen Flotte erlaubt, sich dort zu verproviantieren. Athen war fest entschlossen Samos auch mit Waffengewalt zu verteidigen, begann seine Rüstungen und nahm zu den Aitolern, Lokrern und Phokern Kontakt auf. Wie Curtius Rufus schrieb, stellte sich Athen an die Spitze eines neuen gegen Makedonien gerichteten Bundes, dem sich später die meisten Städte des Peloponnes und Thessaliens anschlossen. Alexander seinerseits soll der Samier wegen eine Belagerung Athens geplant haben, wenngleich diese Angabe auf einer zweifelhaften Quelle beruht.
Zum offenen Kampf zwischen den Griechen und Alexander kam es aufgrund seines Todes 323 v. Chr. nicht mehr, doch stärkte dieser die Entschlossenheit der Griechen zusätzlich. Aber im nun folgenden lamischen Krieg (323–322 v. Chr.) wurden sie von Antipater, der von heimkehrenden makedonischen Veteranen unter Krateros unterstützt wurde, vollständig besiegt. Mit ihrer Niederlage fand der Korinthische Bund nun auch de jure ein Ende, denn der siegreiche Antipater unternahm keine Anstalten die Bundesverfassung wiederherzustellen, sondern unterwarf die griechischen Städte nun der direkten makedonischen Kontrolle durch die Installierung von Besatzungen und die Einsetzung von promakedonischen Regimen in Form von Oligarchien oder gar Tyrannen, bei gleichzeitiger Beseitigung der demokratischen Verfassungen. Der große Makedonenfeind Demosthenes beging daraufhin Selbstmord. Diese makedonische Herrschaft entsprach tatsächlich eher dem Charakter einer persönlichen Herrschaft des Antipater und seiner Familie, denn als er 319 v. Chr. starb, hielten die makedonischen Statthalter in Griechenland nicht etwa dessen amtlichem Nachfolger Polyperchon die Treue, sondern gingen nahezu geschlossen auf die Seite Kassanders über, dem Sohn Antipaters.

## Wiederbelebung unter Demetrios Poliorketes

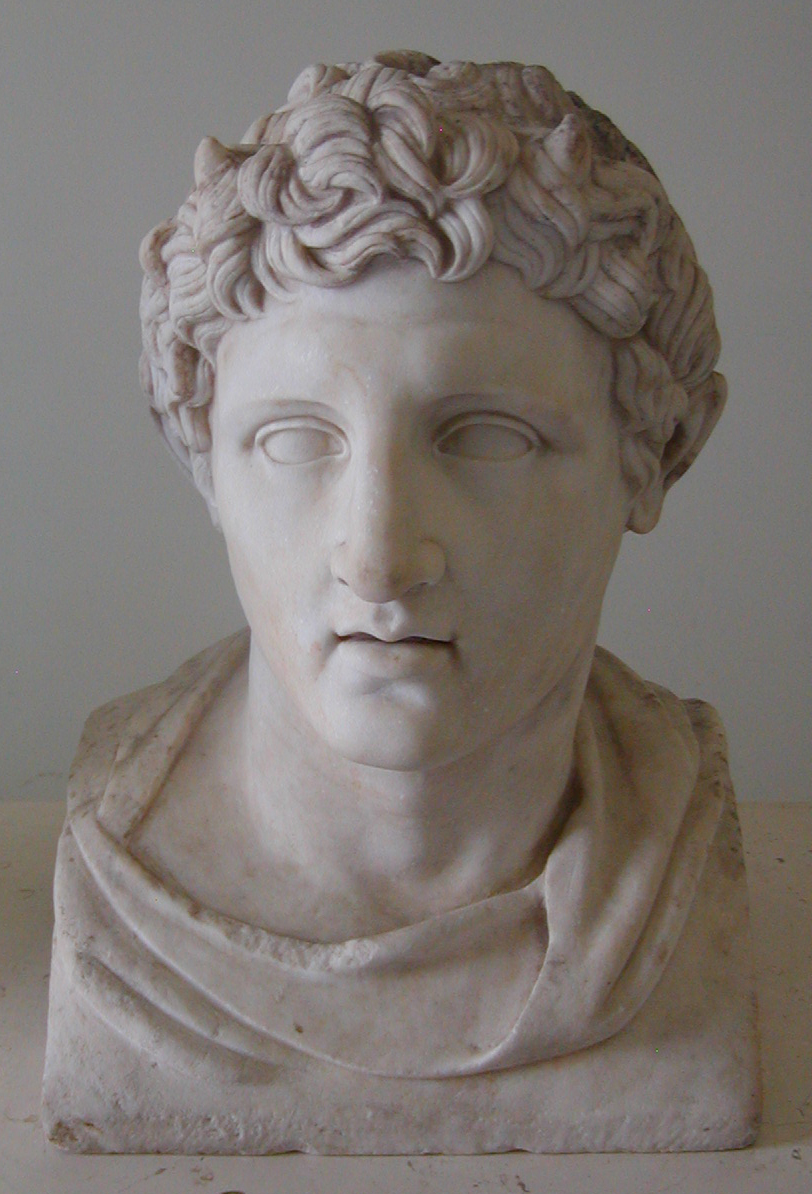
Demetrios Poliorketes belebte den Korinthischen Bund für eine kurze Zeit wieder. Büste, römische Kopie. Archäologisches Nationalmuseum, Neapel.

In den nach Alexanders Tod ausbrechenden Diadochenkriegen war die „Freiheit der Griechen“ eine viel zitierte Parole, die sich die Kriegsherren in der Hoffnung zu eigen machten, Antipater und seine Familie zu schwächen. Zuerst gab sie Perdikkas im ersten Diadochenkrieg (322–320 v. Chr.) aus, um die Griechen gegen Antipater zu gewinnen, doch hielten dessen Besatzungstruppen und Vasallen die Städte fest in seiner Hand. Ähnlich verhielt es sich im zweiten Diadochenkrieg (319–316 v. Chr.), als Polyperchon mit einem Freiheitsdekret die Städte gegen Kassander aufbringen wollte, letztlich erneut erfolglos. Als Nächstes stellte sich im dritten Diadochenkrieg (316–311 v. Chr.) der mächtige Kriegsherr Antigonos Monophthalmos an die Spitze der Verkünder der griechischen Freiheit und rief gegen Kassander erneut zur demokratischen Erhebung auf. In den folgenden Jahren entsandte er von Asien aus mehrere Truppenkontingente nach Griechenland, die dort recht erfolgreich operierten und mehrere Städte befreiten. Im Diadochenfrieden von 311 v. Chr. wurde die Freiheit der Griechen vertraglich vereinbart, aber nicht verwirklicht. Erst während des vierten Diadochenkrieges (308–301 v. Chr.) gelang Demetrios Poliorketes 307 v. Chr. die Einnahme von Athen. Er beseitigte dort die promakedonische (Kassander-treue) Oligarchie unter Demetrios von Phaleron und stellte die demokratische Verfassung wieder her. In den folgenden Jahren konnte er auch nahezu alle anderen Griechenstädte von der Herrschaft Kassanders befreien.
Vermutlich auf Anraten seines Vaters lud Demetrios im Jahr 302 v. Chr. die Vertreter der Griechenstädte auf den Isthmos von Korinth, wohl wieder in das Poseidon-Heiligtum, um dort mit ihnen einen neuen Bund zu schließen. Wie schon im Jahr 337 v. Chr. beteiligten sich wieder fast alle daran; Ausnahmen bildeten Sparta und Messenien auf dem Peloponnes und die Thessaler, die fest unter makedonischer Herrschaft standen. In einer fragmentarisch erhaltenen Inschrift aus Epidauros sind die Bestimmungen des neuen Bundesvertrages verzeichnet, dem seine inhaltliche Anlehnung an jenen von 337 v. Chr. zu entnehmen ist. Demnach wurde der allgemeine Frieden (koinē eirēnē) wiederhergestellt, Antigonos Monophthalmos und Demetrios Poliorketes als Hegemone und Letzterer auch als militärischer Führer (strategōs autokratōr) anerkannt. Zugleich wurde auch ein Krieg (koinōs pōlemos) gegen den gemeinsamen Feind Kassander beschlossen. Der Bundesrat (synhedrion) sollte vier Mal im Jahr zu den olympischen, delphischen, nemeischen und isthmischen Spielen tagen und von fünf Vorsitzenden (prodedroi) geleitet werden, die in Friedenszeiten vom Rat selbst und in Kriegszeiten von den Hegemonen ernannt werden sollten. Diese garantieren den Städten sowohl eine Tribut- als auch Garnisonsfreiheit. Dem Rat oblag erneut die Schiedsrichterfunktion und dem Hegemon die Ausführung der Bundesexekution, wobei im Verhältnis zwischen beiden Organen zueinander wie schon beim philippischen Vorbild dem Hegemon aufgrund seiner militärischen Macht die Rolle des 'De-facto-Herrschers zufiel. Die Griechen erkannten überdies einzig Antigonos und Demetrios als rechtmäßige Könige in der Nachfolge (diadochē) Alexanders an und versicherten ihnen die Erblichkeit der Hegemonie.
Ähnlich wie schon sein Vorbild diente der wiederbelebte Bund in erster Linie zur Herrschaftslegitimation seines Hegemons über die griechischen Städte. Die makedonische Familie der Antigoniden, die sich in die Nachfolge Alexanders gesetzt hatte, benutzte ihn vorrangig als Werkzeug gegen ihren in Makedonien herrschenden Erzfeind Kassander. Wenngleich die Antigoniden im Gegensatz zu den Antipatriden den Griechenstädten ein weitaus höheres Maß an inneren Freiheiten gewährten, so ließen sie keinen Zweifel daran, dass sich die Griechen nach außen hin an ihren Interessen zu orientieren hatten. Ihr Bund überdauerte allerdings nicht einmal ein Jahr. Noch im Jahr 302 v. Chr. ging Demetrios in die Offensive und marschierte bis nach Thessalien vor. Bevor es aber zur Schlacht mit Kassander kam, wurde er von seinem Vater mit seinen Streitkräften nach Asien abberufen, um dort am Entscheidungskampf gegen die Diadochenkoalition teilzunehmen, den sie 301 v. Chr. in der Schlacht bei Ipsos verloren. In Griechenland brach der Bund augenblicklich zusammen, in den meisten Städten wurden die Demokraten gestürzt und die neuen oligarchischen Machthaber wechselten auf die Seite Kassanders über. In Athen konnten sich die Demokraten unter Olympiodoros einstweilen noch halten, doch verweigerten sie nun in einem Neutralitätskurs ihrem ehemaligen Schutzherrn Demetrios Poliorketes den Einzug in die Stadt. Als dieser 294 v. Chr. nach Griechenland zurückkehrte und Athen ein zweites Mal einnahm, stellte er den Korinthischen Bund nicht wieder her.
Erst Antigonos III. Doson, der Enkel des Demetrios, schloss 244 v. Chr. erneut einen Bund zwischen den Phokern, Boiotern, Euboiern und Lokrern, ließ sich zu deren Hegemon wählen und erneuerte damit die Vorherrschaft Makedoniens in Griechenland.